# Karl Friedrich Böhmert
Karl Friedrich Böhmert (* 13. Mai 1797 in Dahlen; † 6. November 1882 in Dresden) war von 1831 bis 1868 Pfarrer in Roßwein. Einen Namen machte er sich als Gründer verschiedener christlicher und gemeinnütziger Vereine.
Böhmert war der Sohn des Christian Friedrich Böhmert, Gutsbesitzer in Dahlen, und der Christiana Sophie Lange.
Böhmert war verheiratet mit Henriette Sophie Gräbner (1802–1871). Sein ältester Sohn war der Nationalökonom Viktor Böhmert.